# Ton Bijkerk
Anthony Theodoor (Ton) Bijkerk (Bandoeng, 19 februari 1931 – Groningen, 7 december 2017) was een Nederlands sporthistoricus, zwemmer en Nieuw-Guineaveteraan.

## Zwemmen en waterpolo
Geboren in Nederlands-Indië begon Bijkerk in 1941 met zwemmen bij zwemvereniging Mangarai in Batavia. Na de Japanse bezetting in 1942 zat hij drieënhalf jaar in een Jappenkamp. In mei 1946 ging hij met zijn familie met de m.s. Boissevain naar Nederland. Bijkerk werd lid van H.V.G.B (Heerlijk Verkwikkend Gezond Baden Haarlem) waar hij zowel aan zwemmen als aan waterpolo deed. In 1949 en 1950 eindigde hij als tweede op de 100 meter rugslag op de Nederlandse kampioenschappen en werd hij opgenomen in de nationale selectie. Met het waterpoloteam speelde hij in de hoofdklasse. Bijkerk ging naar het Koninklijk Instituut voor de Marine (KIM) en werd lid van de militaire zwemvereniging De Zwaardvis. In 1951 werd Bijkerk militair kampioen op de rugslag. Hij stond ook mede aan de basis van de militaire kampioenschappen waterpolo.

## Maatschappelijke carrière
Bijkerk was twaalf jaar officier bij de Koninklijke Marine en diende als luitenant ter zee 1e klasse in Nederlands-Nieuw-Guinea. Van 1966 tot zijn pensionering per 1 maart 1990 was hij als ambtenaar werkzaam voor de gemeente Leeuwarden als directeur van de dienst sport en recreatie. Bij zijn afscheid werd Bijkerk gedecoreerd als Ridder in de Orde van Oranje Nassau.

## Olympisch historicus
In 1960 kocht Bijkerk  het Duitse boek 60 Jahre Olympische Spiele van Ferenc Mező, waarin hij las dat aan de Olympische Zomerspelen van 1900 al Nederlanders deelnamen. Dit was onbekend bij het Nederlandsch Olympisch Comité. Hij was in eerste instantie met name geïnteresseerd in de militaire deelnemers, maar bracht uiteindelijk in 2012 alle ruim 2700 Nederlandse olympische deelnemers in kaart. Zijn boek Olympisch Oranje, dat meerdere herdrukken en toevoegingen kreeg, werd een standaardwerk op dit gebied. Bijkerk stelde onder meer de ware identiteit vast van de sportschutter die in 1900 met het Nederlands team een bronzen medaille won op het onderdeel militair pistool: niet Gerardus van Haan of Gerardus van Loon, zoals in tal van publicaties stond, maar Dirk Boest Gips. Ook kwam hij erachter dat de door de Verenigde Staten 'geclaimde' atleet Sijtse Jansma, die in 1920 de zilveren medaille won bij het touwtrekken, in werkelijkheid een Nederlander was. Verder achterhaalde hij in 2008 de achtergrondgegevens van bokser Arij Smit, die in 1924 deelnam. De bijbehorende database werd ter beschikking gesteld aan NOC*NSF.
Bijkerk was daarnaast een verzamelaar van olympische memorabilia. Zijn collectie stond aan de basis van het Nederlands Sportmuseum Olympion in Lelystad, dat na enkele jaren ter ziele ging. Ongeveer 3500 olympische boeken deed Bijkerk in 2016 over aan de Hogeschool van Amsterdam (HvA) en een deel van zijn collectie ging naar het Qatar Olympic & Sports Museum (QOSM). Hij had twintig olympische fakkels en mocht in 2004 ook een etappe met een fakkel lopen.
In 1991 was Bijkerk mede-oprichter van de International Society of Olympic Historians (ISOH), waarvan hij tot in 2016 secretaris-generaal was. In 2001 kreeg hij voor zijn verdiensten de Olympic Order in zilver. In 2011 kreeg hij de Erepenning van NOC*NSF.

## Persoonlijk
Bijkerk, vader van twee dochters en een zoon, was woonachtig in Fochteloo en sinds 2004 weduwnaar. Vlak voor de Olympische Zomerspelen 2016 in Rio de Janeiro raakte Bijkerk plotseling bijna blind en werd hij aldaar in het ziekenhuis opgenomen. Hierna moest hij zijn werkzaamheden staken en deed hij zijn collectie over. Zijn gezondheid verslechterde en op 7 december 2017 overleed hij op 86-jarige leeftijd.